# Асторга
Асто́рга (исп. Astorga, астур. Estorga) — город и муниципалитет в Испании, на левом берегу реки Туэрта. Входит в провинцию Леон и является центром области Марагатерия, которую населяет субэтнос марагаты.
Муниципалитет находится в составе района (комарки) Марагатерия. Занимает площадь 46,78 км². Население — 12015 человек (на 2010 год). Расстояние до административного центра провинции — 45 км.

## История
Своим названием город обязан римской колонии Астурика Аугуста (исп.). У Плиния она названа «великолепным городом» (urbs magnifica). Многочисленные археологические находки выставлены в местном музее. В поздней античности это был крупнейший центр христианства на западе Испании. Кафедра епископа в Асторге — одна из трёх древнейших на полуострове.
Под властью арабов город пришёл в запустение, но был возрождён при Ордоньо I. В Средние века — важный перевалочный пункт на пути святого Иакова. Титул маркиза де Асторга с 1465 года принадлежит аристократическому роду Осорио.
Асторга упоминается в летописях Наполеоновских войн. 22 апреля 1810 года, после продолжительной осады, во время которой жители явились почти единственными защитниками города, он был взят французами под предводительством Жюно.

## Достопримечательности
- Древнеримские стены III—IV веков (исп.) — памятник национального значения.
- Кафедральный собор (1471—1772, поздняя готика).
- Ратуша в стиле барокко (1683—1748).
- Епископский замок-дворец (1889—1913, арх. Антонио Гауди).

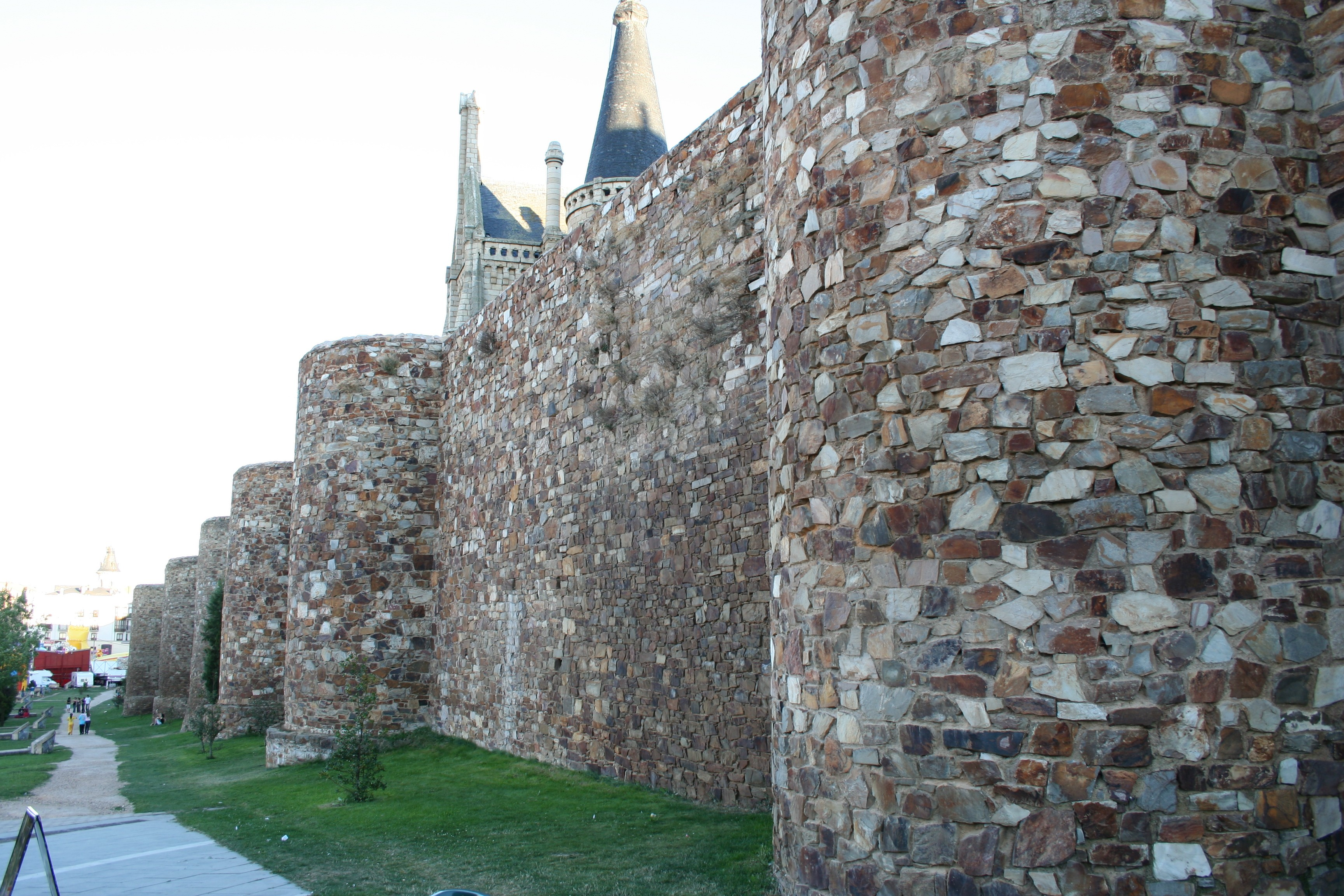
Римские стены Асторги
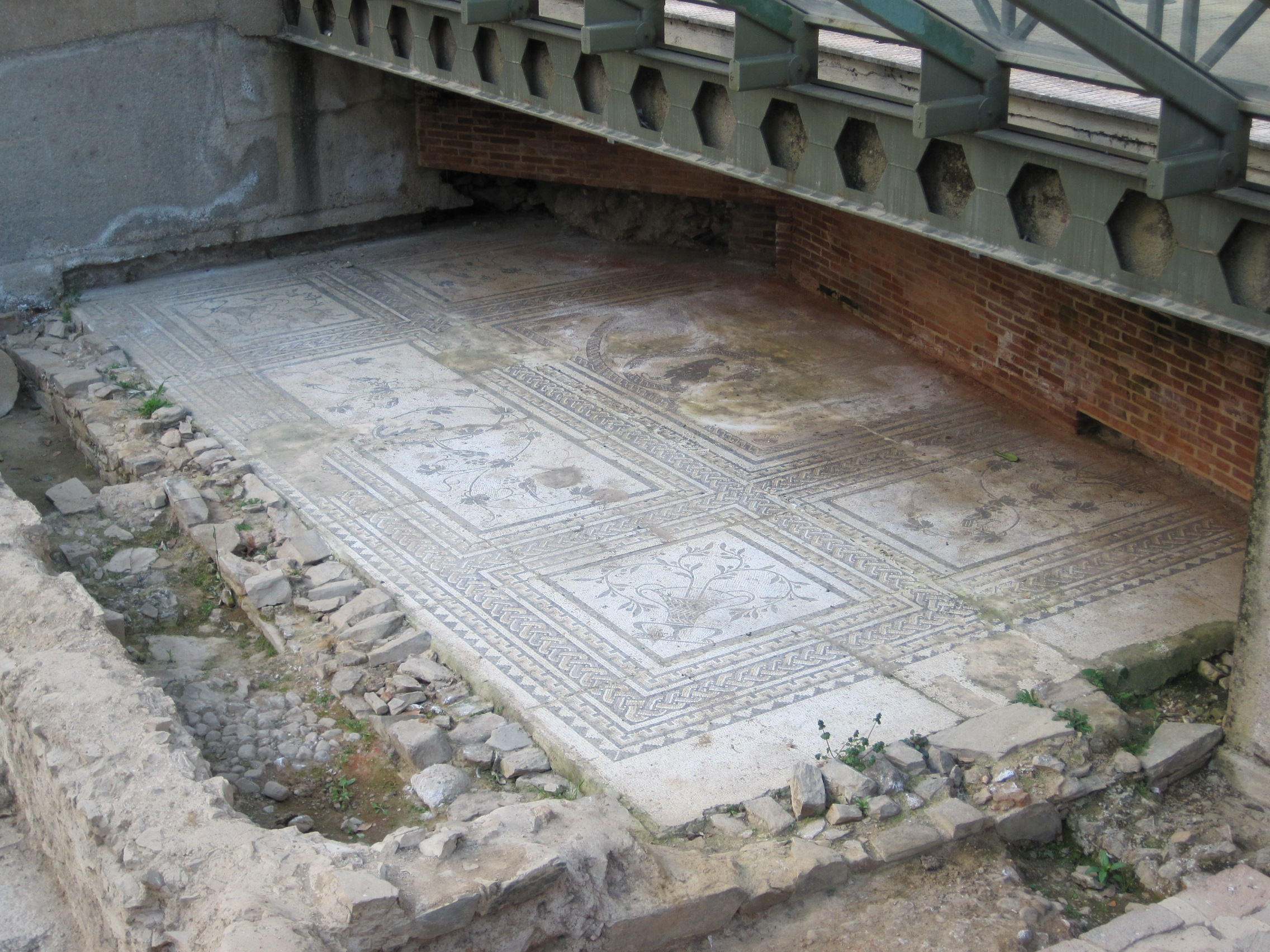
Римский мозаичный пол
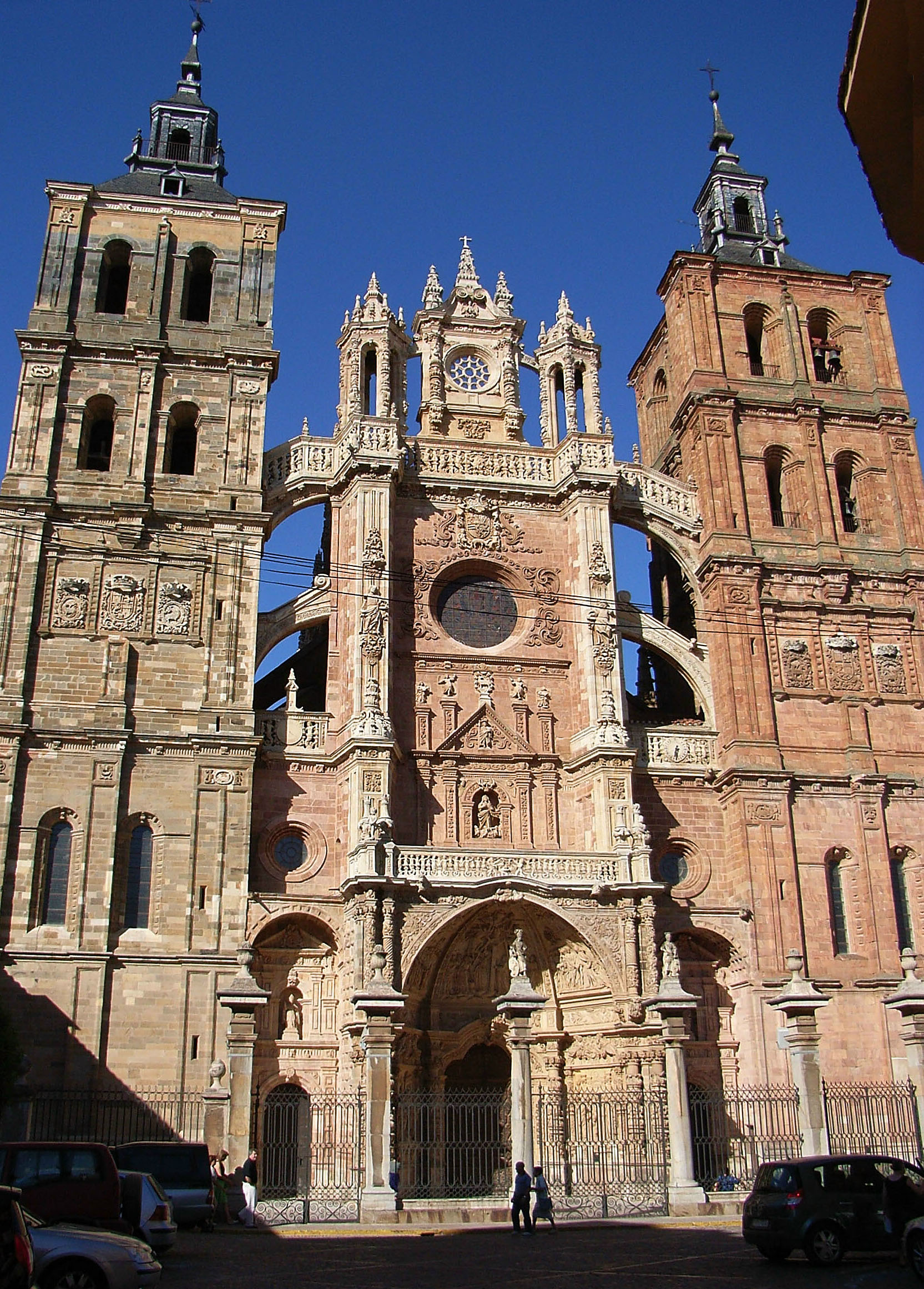
Фасад собора
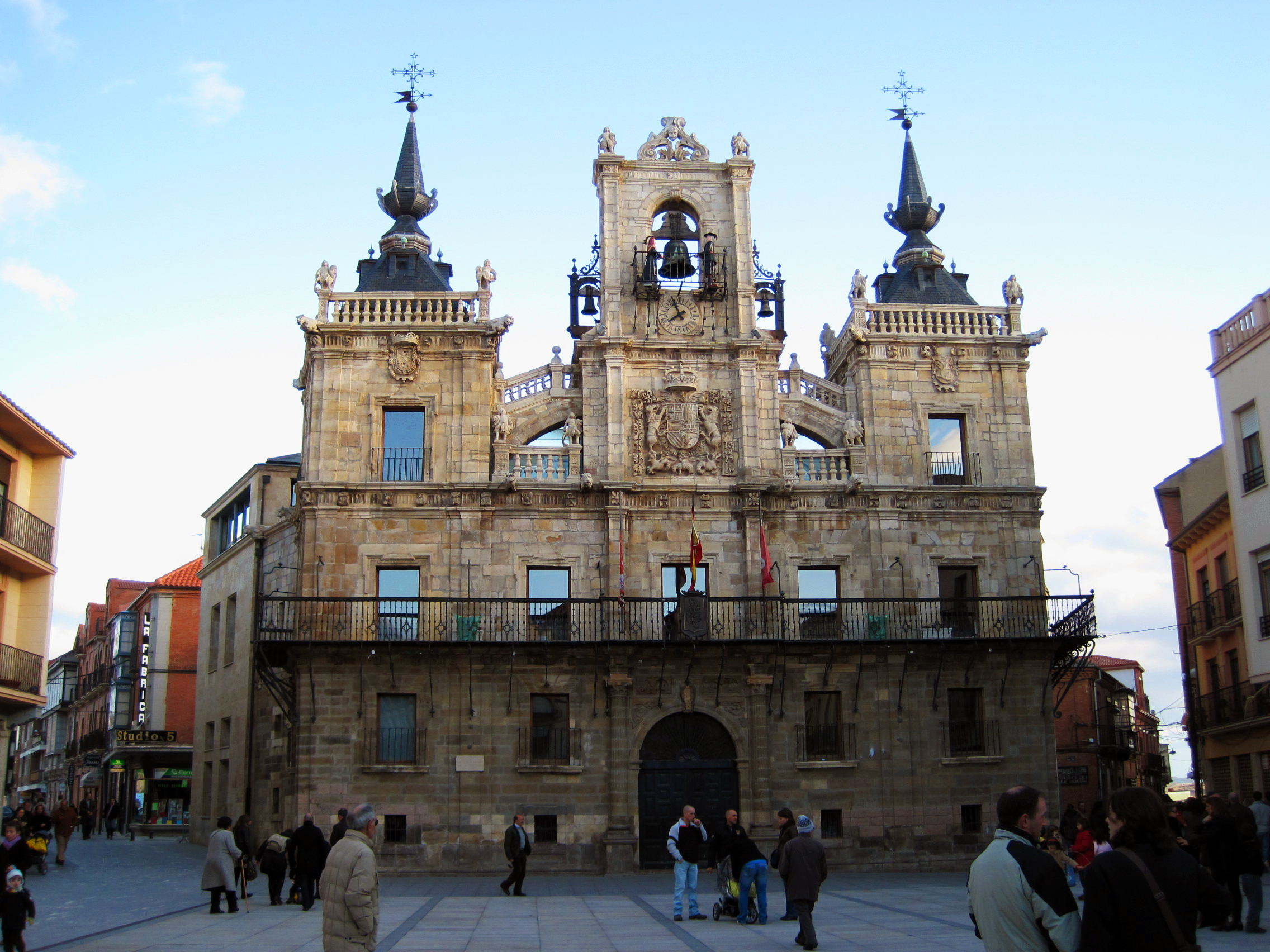
Ратуша
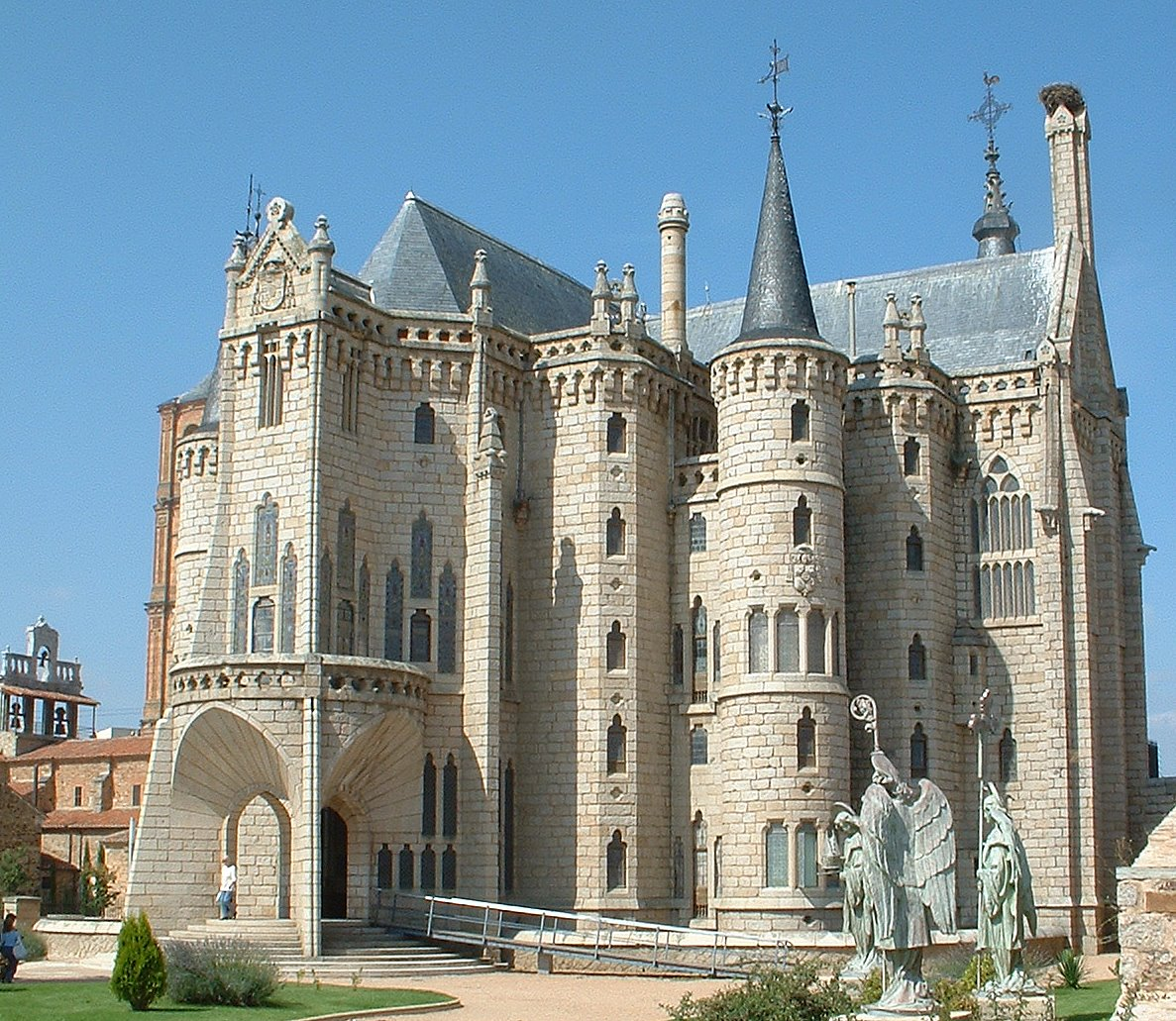
Епископский дворец

## Население
| Год  | Численность | Численность   |
| ---- | ----------- | ------------- |
| 2001 | 12 381      | [ 5 ]         |
| 2002 | 12 329      | [ 6 ]         |
| 2004 | 12 207      | [ 7 ]         |
| 2005 | 12 275      | [ 8 ]         |
| 2006 | 12 285      | [ 9 ]         |
| 2007 | 12 139      | [ 10 ]        |
| 2008 | 12 039      | [ 11 ]        |
| 2009 | 12 078      | [ 12 ]        |
| 2010 | 12 015      | [ 13 ]        |
| 2011 | 11 897      | [ 14 ]        |
| 2012 | 11 826      | [ 15 ]        |
| 2013 | 11 690      | [ 16 ]        |
| 2014 | 11 633      | [ 17 ]        |
| 2015 | 11 387      | [ 18 ]        |
| 2016 | 11 264      | [ 19 ]        |
| 2017 | 11 153      | [ 20 ]        |
| 2018 | 11 029      | [ 21 ] [ 22 ] |
| 2019 | 10 867      | [ 23 ]        |
| 2020 | 10 741      | [ 24 ]        |
| 2021 | 10 553      | [ 25 ]        |
| 2022 | 10 392      | [ 26 ]        |
| 2023 | 10 321      | [ 27 ]        |
| 2024 | 10 308      | [ 3 ]         |

## В филателии
Епископский дворец изображён на почтовых марках России и Испании 2012 года (совместный выпуск).